# 미리엄 마걸리스
미리엄 마걸리스(영어: Miriam Margolyes, OBE, 1941년 5월 18일 ~ )는 잉글랜드의 배우이다. 1993년 《순수의 시대》로 영국 아카데미 영화상 여우조연상을 받았다. 《해리 포터》 영화 시리즈에서 스프라우트 교수 역을 맡았다. 2013년에 오스트레일리아 시민권을 취득했다.

## 출연 작품

### 영화
- 엔틀 (1983)
- 흡혈 식물 대소동 (1986)
- 순수의 시대 (1993)
- 꼬마 돼지 베이브 (1995)
- 로미오와 줄리엣 (1996)
- 제임스와 거대한 복숭아 (1996)
- 뮬란 (1998)
- 엔드 오브 데이즈 (1999)
- 해리 포터와 비밀의 방 (2002) - 스프라우트 교수 역
  - 해리 포터와 죽음의 성물 2부 (2011)
- 해피 피트 (2006)
- 플러쉬 (2006)
- 리틀 뱀파이어 3D (2017) - 울프트루드 역 (애니메이션)
- 찰스 디킨스의 비밀 서재 (2017) - 피스크 부인 역
- 얼리맨 (2018) - 우피파 여왕 역 (애니메이션)

### 텔레비전
- 블랙애더 (1983, 1986, 1988)
- 미스 피셔의 살인 미스터리 (2012–2015)
- 콜 더 미드와이프 (2018–2021)

## 서훈
- 2002년 대영 제국 훈장 4등급(OBE) 수훈[1]